# Pattuglia militare ai II Giochi olimpici invernali

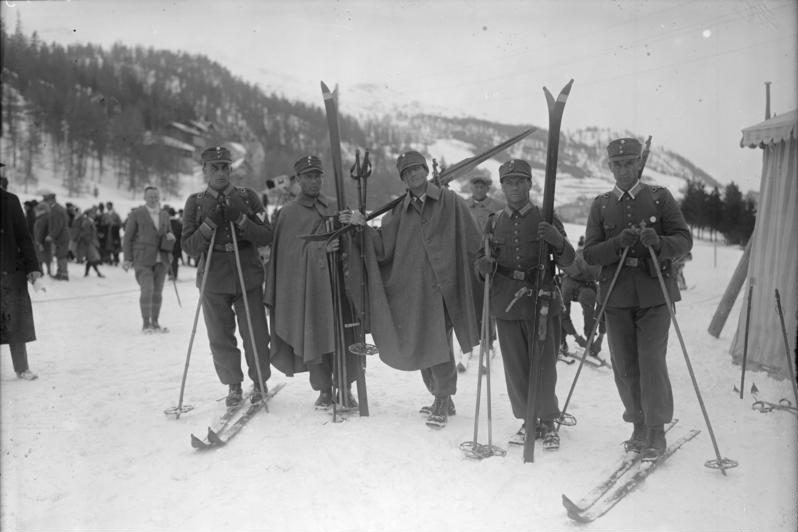
La squadra tedesca, quinta classificata

La gara di pattuglia militare ai II Giochi olimpici invernali di Sankt Moritz del 1928 venne disputata il 12 febbraio come prova dimostrativa. A differenza della precedente edizione di Chamonix-Mont-Blanc 1924, quindi, i titoli assegnati in questa gara non figurarono nel medagliere.

## Risultati
La prova si disputò su un percorso di 30 km con un dislivello di 1.100 metri, e vi parteciparono nove squadre nazionali. A causa della nevicata della notte precedente, gli atleti partirono con 45 minuti di ritardo sul programma per il rifacimento della pista. 
| Posizione | Nazione        | Atleti                                                                 | Tempo     |
| --------- | -------------- | ---------------------------------------------------------------------- | --------- |
| 1         | Norvegia       | Ole Reistad Leif Skagnæs Ole Stenen Reidar Ødegaard                    | 3:50:47   |
| 2         | Finlandia      | Eino Kuvaja Kalle Tuppurainen Esko Järvinen Veikko Ruotsalainen        | 3:54:37   |
| 3         | Svizzera       | Fritz Kuhn Hugo Lehner Otto Furrer Anton Julen                         | 3:55:04   |
| 4         | Italia         | Enrico Silvestri Daniele Pellissier Erminio Confortola Piero Maquignaz | 4:07:30   |
| 5         | Germania       | Franz Raithel Stefan Kistler Josef Rehm Ludwig Mayer                   | 4:15:02,5 |
| 6         | Cecoslovacchia | Otakar Německý Josef Klouček Jan Bedřich Robert Möhwald                | 4:15:07,5 |
| 7         | Polonia        | Zbigniew Wóycicki Władysław Żytkowicz Bronisław Czech Tadeusz Zaydel   | 4:33:45   |
| 8         | Romania        | Ion Zǎgǎnescu Ioan Rucǎreanu Constantin Pascu Toma Calista             | 5:00:16   |
| 9         | Francia        | Marcel Pourchier R. Mandrillon R. Gindre M. Perrier                    | 5:20:26   |